# Kinosternon stejnegeri
La tartaruga del fango dell'Arizona (Kinosternon stejnegeri Hartweg, 1938) è una specie di tartaruga appartenente alla famiglia dei Kinosternidi, originaria dell'America centrale e settentrionale.

## Descrizione
Il carapace è domato e appiattito alla sommità, con una colorazione solitamente bruno-olivastra e una lunghezza massima di 152 mm. Il piastrone è giallastro e dotato di due cerniere. Si tratta di una specie carnivora, che cattura una grande varietà di piccole prede. Essendo semi-acquatica, la sua attività annuale è strettamente legata ai periodi di aridità. Durante le fasi più secche dell'anno, spesso trascorre mesi interrata, in uno stato di estivazione o svernamento. La riproduzione avviene tra luglio e agosto. Le femmine depongono in media 4 uova per covata, almeno due volte all'anno. Tuttavia, la schiusa può avvenire all'inizio della stagione piovosa dell'anno successivo..

## Distribuzione e habitat
La specie è diffusa tra lo stato di Sonora, in Messico, e l'Arizona meridionale, negli Stati Uniti, fino a un'altitudine di 1100 metri sul livello del mare, in ambienti molto aridi. Frequenta cisterne, pantani, pozze e stagni. In particolare, può essere abbondante nelle pozze di abbeverata per il bestiame.

## Conservazione
Nonostante sia minacciata dalla criticità climatica degli ambienti in cui vive, la specie è localmente comune e si adatta facilmente a nuove raccolte d'acqua.